# Keerikkad
Keerikkad es una ciudad censal situada en el distrito de Alappuzha en el estado de Kerala (India). Su población es de 10465 habitantes (2011).

## Demografía
Según el censo de 2011 la población de Keerikkad era de 10465 habitantes, de los cuales 4819 eran hombres y 5646 eran mujeres. Keerikkad tiene una tasa media de alfabetización del 95,26%, superior a la media estatal del 94%: la alfabetización masculina es del 96,99%, y la alfabetización femenina del 93,81%.